# Józef Saturn
Józef Włoch-Saturn, właśc. Józef Saturn, ps. „Bartek”, „Włoch” (ur. 18 września 1899 w Wojsławicach, zm. 5 grudnia 1971) – uczestnik kampanii wrześniowej, członek Związku Walki Zbrojnej i Polskiej Partii Robotniczej, organizator batalionu Gwardii Ludowej im. „Webera”, dowódca brygady Armii Ludowej, major rezerwy Wojska Polskiego, współorganizator Milicji Obywatelskiej na Rzeszowszczyźnie.

## Życiorys
Syn Michała, jako kilkunastoletni chłopiec opuścił wieś i w poszukiwaniu pracy udał się na Śląsk. Tam w 1920 wziął udział w II powstaniu śląskim. Po powstaniu pracował w Łodzi.
W 1939 jako podoficer walczył w czasie kampanii wrześniowej. W 1940 wstąpił do Związku Walki Zbrojnej, następnie do Polskiej Partii Robotniczej i do Gwardii Ludowej. W 1943 zorganizował batalion GL im. „Webera” z oddziałów partyzanckich działających na terenie Ponidzia. Po utworzeniu 1. Brygady AL Ziemi Krakowskiej w stopniu kapitana został dowódcą brygady, biorąc udział w walkach z Niemcami na terenie tzw. Republiki Pińczowskiej. W czasie bitwy pod Młodzawami, toczonej w ostatnich dniach lipca 1944 przez oddziały Armii Ludowej i Armii Krajowej z Niemcami, dowodził oddziałem AL. Oddział niemiecki w sile około 240 ludzi przybył w rejon Młodzaw w celu pacyfikacji wsi Młodzawy Duże i Młodzawy Małe. Po zakończeniu wojny partyzantom biorącym udział w bitwie, dzięki którym ocaleli mieszkańcy pacyfikowanych wsi, zbudowano pomnik w Młodzawach usytuowany przy skrzyżowaniu dróg do Chrobrza i Kozubowa. Po bitwie pod Baranowem Józef Saturn, dowodząc brygadą, przebił się przez linię frontu w okolicach wsi Kików i Szklanów i razem z oddziałem przeszedł na przyczółek baranowsko-sandomierski.
Po zakończeniu działań wojennych został komendantem Milicji Obywatelskiej, początkowo w Rzeszowskiem, a później w Krakowskiem.
Wspomnienia Józefa Saturna dotyczące okresu II wojny światowej zostały zamieszczone w książce Wspomnienia żołnierzy GL i AL.
Pochowany w alei zasłużonych cmentarza Rakowickiego w Krakowie (kwatera LXVII-zach. 1-6).

## Ordery i odznaczenia
- Order Krzyża Grunwaldu III klasy[3]
- Złoty Krzyż Zasługi (24 kwietnia 1946)[15]
- Krzyż Partyzancki
- Śląski Krzyż Powstańczy
- Srebrny Krzyż Zasługi (10 października 1945)[16]

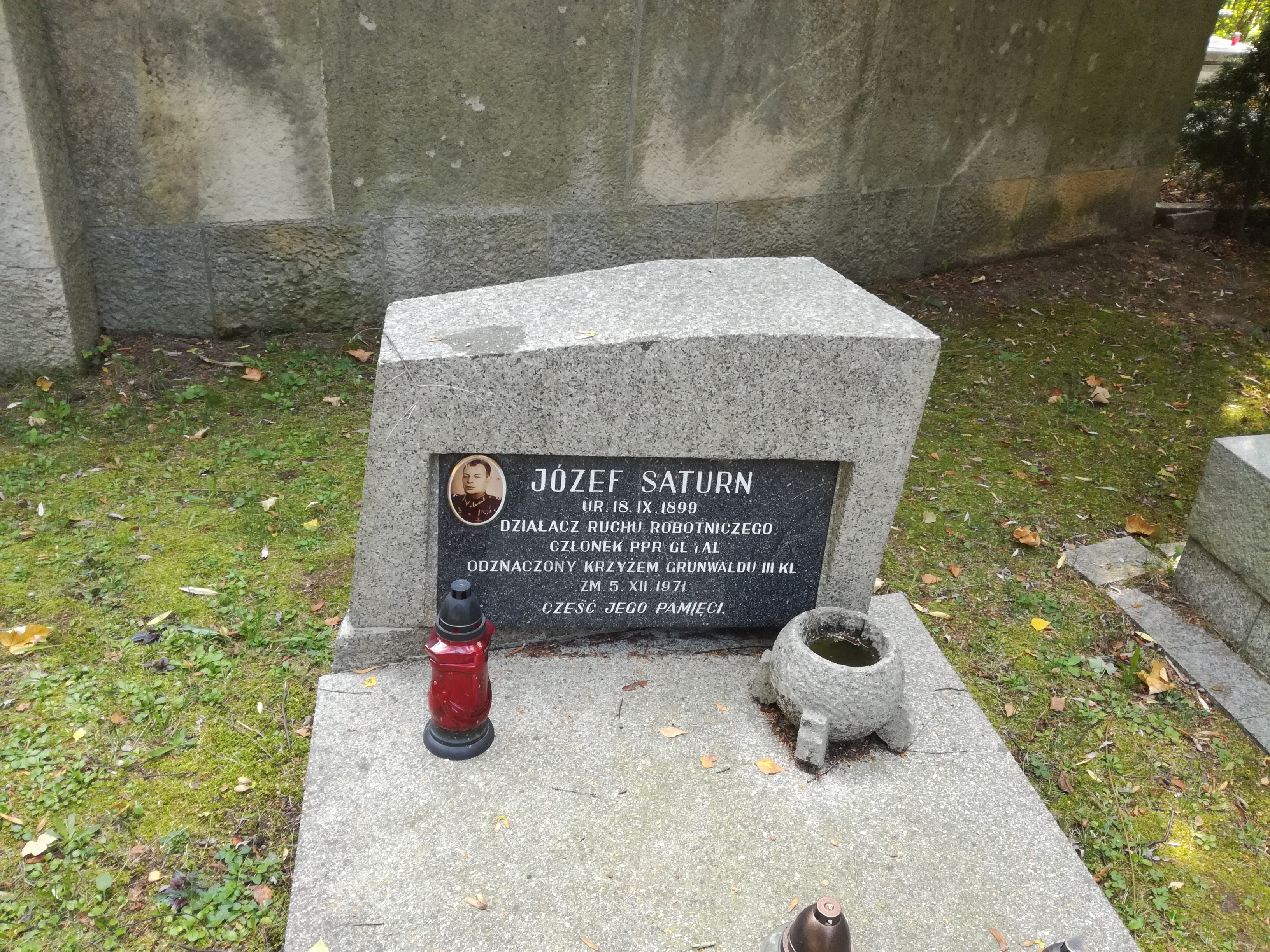
Grób Józefa Saturna na cmentarzu Rakowickim

- Medal Zwycięstwa i Wolności 1945

## Upamiętnienie
Na pomniku w Młodzawach umieszczono napis poświęcony Józefowi Saturnowi:

Majorowi Józefowi Saturnowi 1899–1971 uczestnikowi kampanii wrześniowej 1939, w okresie okupacji w Służbie Zwycięstwu Polski, w Związku Walki Zbrojnej, Gwardii i Armii Ludowej, dowódcy 1 Brygady AL Ziemi Krakowskiej im. Bartosza Głowackiego.